# Mark Ronson
Mark Daniel Ronson (London, 1975. szeptember 4. –) Oscar-, Golden Globe-, és többszörös Grammy-díjas angol énekes, zenész-dalszerző, DJ és zenei producer. Ismertsége leginkább más előadókkal való együttműködésekből adódik, úgy mint Amy Winehouse, Adele, Lady Gaga, Lily Allen, Robbie Williams, Miley Cyrus és Bruno Mars. Elismerései közül kiemelendő 7 Grammy-díja, köztük Az év producere elismerés Winehouse Back to Black című albumáért és két Az év felvétele-díj a Rehab és az Uptown Funk című dalokért. 2019-ben Oscar-, Golden Globe-, és Grammy-díjat kapott a Csillag születik (2018) című filmben felcsendülő Shallow-ért.
Ronson Londonban született és New Yorkban nőtt fel. Mostohaapja a Foreigner együttes gitárosa, Mick Jones, aki hozzájárult ahhoz, hogy Ronson a zene körül nőjön fel. New York-i egyetemi tanulmányai alatt Ronson népszerű DJ-vé vált hip hop színtéren. Debütáló stúdióalbuma, a Here Comes the Fuzz (2003) nem hozta meg neki a várva várt áttörést. 2006-ban nagyobb figyelmet kapott, miután olyan előadók albumainak volt producere, mint Lily Allen, Christina Aguilera és Amy Winehouse. 2007-es Version című második nagylemeze a második helyig jutott a brit albumlistán és három Top 10-es kislemezt produkált. 2008-ban Ronson elnyerte a Brit Awards A legjobb brit férfi szólóelőadónak járó trófeáját. Harmadik stúdióalbuma Record Collection címmel jelent meg 2010-ben, mellyel szintén a második helyet szerezte meg az Egyesült Királyságban.
2014-ben adta ki első listavezető dalát, a Bruno Mars közreműködésével készült Uptown Funkot. A dal első helyezett lett többek közt az Egyesült Királyságban és az Egyesült Államokban is, ahol 14 egymást követő hetet töltött a Billboard Hot 100 élén, ezáltal minden idők egyik legkelendőbb kislemezévé vált. 2015 januárjában került kiadásra negyedik stúdióalbuma, az Uptown Special, mellyel karrierjében először elérte a brit albumlista első helyét, valamint az Egyesült Államokban is ötödik helyezett lett. 2018-ban létrehozta saját lemezkiadó cégét Zelig Records név alatt a Columbia Records jogtulajdonában, ahol megalakult a Silk City formáció Diplóval kiegészülve. A duó Grammy-díjat nyert A legjobb dance felvétel kategóriában Electricity című dalukkal.
Zenei munkásságán túl Ronson elkötelezett amellett, hogy befolyását mások megsegítésére használja. 2015-ben az Amy Winehouse Alapítvány védnöke lett, amely zenével segíti a hátrányos helyzetű fiatalokat. Emellett részt vett az „End the Silence” elnevezésű kampányban, hogy felhívja a figyelmet és pénzt gyűjtsön a „Hope and Homes for Children” jótékonysági szervezet számára. Ronson művészi mentora lett a John F. Kennedy Center for the Performing Arts nemzeti programjának, a Turnaround Arts-nak, amely a gyengén teljesítő iskolákat segíti a művészeti oktatás révén.

## Gyermekkora
Mark Ronson 1975. szeptember 4-én született a londoni Notting Hillben Laurence Ronson és Ann Dexter gyermekeként. Szülei zsidó származásúak, felmenői Ausztriából, Oroszországból és Litvániából emigráltak. Édesanyja író, édesapja ingatlanspekuláns és zenei menedzser. Ronson zsidó hagyományok szerint nőtt fel, így Bar-micvó ünnepséget is tartott a család. A Ronsonok az 1980-as években Nagy-Britannia egyik leggazdagabb családjának számítottak, de az 1990-es évek elején mintegy 1 milliárd dollárnyi vagyont buktak el. Családnevük eredetileg Aaronson volt, melyet Henry, Mark nagyapja rövidített le Ronsonra. Az üzletember Gerald Ronson unokaöccse, valamint édesanyja révén rokoni kapcsolatban van Sir Malcolm Rifkind és Leon Brittan konzervatív politikusokkal, illetve az Odeon Cinemas alapítójával, Oscar Deutsch-csal. Nem áll rokoni kapcsolatban az 1993-ban elhunyt angol gitárossal, Mick Ronsonnal, akinek szintén 1975-ben született Mark nevű gyermeke.
Miután szülei elváltak, édesanyja összeházasodott a Foreigner együttes gitárosával, Mick Jones-szal, így Mark gyermekévei teljes mértékben a zene körül forogtak. Ronsonnak két húga van: a divattervező Charlotte Ronson és a DJ/énekes Samantha Ronson.
Ronson nyolcéves volt, mikor a család New York városának Manhattan kerületébe költözött, azon belül is az Upper West Side városrészbe. Itt ismerkedett meg John Lennon és Yoko Ono fiával, Sean Lennonnal, akit jó barátjának tartott gyermekkorában. Ronson a Collegiate School tanulója volt, majd a Vassar College és a New York Egyetem előadásait hallgatta. Amerikai állampolgárságát csak 2008-ban szerezte meg.

## Pályafutása
Egyetemi tanulmányai alatt Ronson a New York-i éjszakai élet egyik állandó szereplőjévé vált, lemezlovasként 1993-ra munkánként mintegy 50 dollárt keresett. Hamar elterjedt híre Ronson különböző, több stílusú repertoárjának. Zenéje, amit leginkább a funk, a hiphop és a rock inspirált, egyre nagyobb közönséget érdekelt. Hamar népszerűvé és igen keresett DJ-vé vált New Yorkban, gyakran volt nagyszabású, illetve privát rendezvények fellépője. 1999-ben Ronson egy reklámanyag arca volt, mellyel Tommy Hilfiger ruhamárkáját népszerűsítette.

### 2001–2005:Here Comes the Fuzzés a kezdeti produceri munkák
Mark akkor lépett a produceri szintre, miután Nikka Costa menedzsere meghallotta egy felvételét és bemutatta egymásnak a két zenészt. Ronson elkészítette Costa Everybody Got Their Something című dalát, amely után nem sokkal Ronson leszerződött az Elektra lemezkiadóhoz. Több dalt is készített Hilfiger reklámjaiba, majd 2001-ben azt is elérte, hogy Costa Like a Feather című kislemeze helyet kapjon az egyik reklámanyagban.
2003-ban jelent meg Ronson debütáló stúdióalbuma Here Comes the Fuzz címmel. A gyenge kereskedelmi hatás ellenére a lemezt pozitívan fogadták a zenei kritikusok. A dalszövegírás mellett, Ronson több hangszeren is, mint a gitár, billentyűzet, basszusgitár saját maga játszik. Az albumon több közreműködés is szerepel különböző zenei stílusokat képviselve; a közreműködők közt megtalálható Mos Def, Jack White, Sean Paul, Nikka Costa, Nappy Roots és Rivers Cuomo. A lemez legismertebb dala az Ooh Wee, amely felcsendült a 2003-as Honey című filmben, valamint annak filmzenéjében. Később felhasználták még a Randiguru (2005), valamint a Kalandférgek 2. – Öbölből vödörbe (2008) című filmekben. Két héttel a Here Comes the Fuzz megjelenése után az Elektra Records kirúgta Ronsont. Azóta Ronson számos dalt készített olyan előadók albumaira, mint Lamya, Macy Gray, Christina Aguilera, Amy Winehouse, Lilly Allen és Robbie Williams.
2004-ben Rich Kleiman menedzserrel együtt megalapította saját lemezkiadó cégét Allido Records néven a Sony BMG J Records leányvállalataként. Saigon volt az első előadó, akit leszerződtetett a kiadóhoz, de az amerikai rapper később Just Blaze kiadójához szerződött át, a Fort Knox Entertainment-hez. Az Allido-hoz szerződött Rhymefest is, aki legalább arról ismert, hogy Grammy-díjat nyert Kanye West Jesus Walks című dalának társszerzéséért.

### 2006–2009:Version

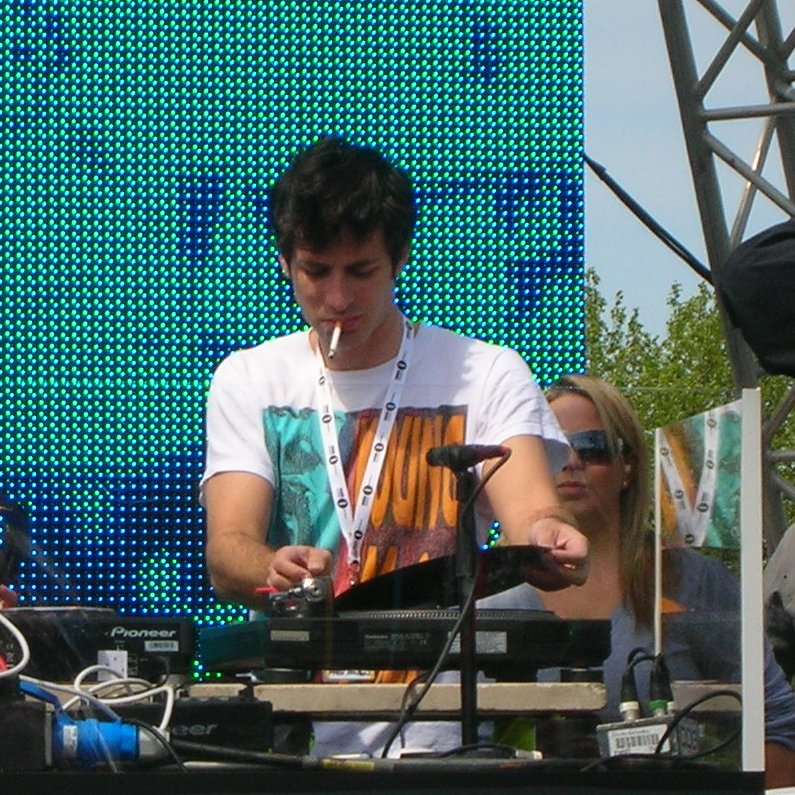
Ronson 2007-ben

2007. április 2-án kiadta a The Smiths együttes Stop Me If You Think You've Heard This One Before című dalának egy feldolgozását Stop Me címmel, melyben Daniel Merriweather énekes működött közre. A dal a brit kislemezlista második helyéig jutott, amely egészen 2014-ig Ronson legjobb helyezése volt a listán. Ronson elkészítette Bob Dylan Most Likely You Go Your Way And I'll Go Mine című dalának remixelt változatát az énekes 2007 októberében megjelent háromlemezes szettjének megjelenésére. 2007-ben elkészítette Candie Payne One More Chance (Ronson mix) című felvételét.
A Version című album pozitív fogadtatásban részesült, különösképp a brit és amerikai kritikusoktól. 2007 májusában a Mixmag brit magazin szavazásán elnyerte „a hónap albuma” elismerést. Június 23-án Lilly Allen mellett szerepelt a Guide magazin címlapján.
2007 júniusában Ronson leszerződtette az amerikai rapper Wale-t az Allido kiadóhoz. 2007 második felében főleg produceri munkákat vállalt, többek közt dolgozott Daniel Merriweather debütáló stúdióalbumán, valamint stúdióba vonult Amy Winehouse-szal és Robbie Williams-szel.
2007. október 24-én egy egyestés fellépést vállalt a londoni The Roundhouse-ban a BBC 2007-es Electric Proms elnevezésű rendezvényének keretein belül. Fellépése során olyan vendégelőadói voltak, mint Terry Hall, Sean Lennon, Tim Burgess, Alex Greenwald, Ricky Wilson, Charlie Waller, Adele és Kyle Falconer.
2007 decemberében megkapta első Grammy-jelölését „az év producere” kategóriában. Az Amy Winehouse-szal közös munka kiemelkedő számú elismeréseket kapott, összesen 6 jelölést begyűjtve. Winehouse Back to Black című albuma (melynek nagy részét Ronson készítette) jelölést kapott „az év albuma” és „a legjobb vokális popalbum” kategóriákban. A lemez Rehab című dalát jelölték „a legjobb női énekteljesítmény”, „az év dala” és „az év felvétele” kategóriákban. 2008 februárjában Ronson összesen három Grammy-díjat zsebelt be: ő lett az év producere, illetve Winehouse-szal közösen győzedelmeskedett „a legjobb vokális popalbum” és „az év felvétele” kategóriákban.
Ronson producerként van feltüntetve Rhymefest 2008 januárjában megjelent Man in the Mirror című mixkazettáján, mellyel a popkirály Michael Jackson előtt tisztelgett. A lemezen archív anyagok hallhatók, mellyel úgy tűnik, hogy Rhymefest Michael Jacksonhoz beszél. Ugyanabban a hónapban Ronson három jelölést kapott a Brit Awards-ra „a legjobb brit férfi szólóelőadó”, „a legjobb brit album” (Version) és „az év brit dala” (Valerie) kategóriákban. Ronson 2008 februárjában nyerte meg első Brit-díját „a legjobb brit férfi szólóelőadó” kategóriában. A gála során egy egyveleg is előadott: God Put a Smile upon Your Face (Adele-lel), Stop Me (Daniel Merriweatherrel) és Valerie (Amy Winehouse-szal). Az előadást követően a lemezeladások száma jócskán megugrott az Egyesült Királyságban. A Valerie című dal mintegy 30 pozíciót javított a fellépést követő napon, míg a Just, a Stop Me és az Oh My God mind felkerültek a letöltési listákra. Azon a héten Ronson két dala is a Top 40-ben szerepelt a brit kislemezlistán: a Valerie a 13. helyen, a Just pedig a 31. pozícióban. A Brit Awards gáláját követően a Version album 18 helyezést előre ugorva a negyedik helyet szerezte meg.
2008 elején Ronson Valerie című dalával megszerezte első nemzetközi listavezető pozícióját a holland kislemezlistán (Dutch Top 40). A dal négy egymást követő héten át tartózkodott a lista élén. Ez idő alatt Ronson a Kaiser Chiefs zenekarral dolgozott az együttes harmadik albumán.
2008 során Ronson turnéra indult Version című albumát népszerűsítve az Egyesült Királyságban és Európában egyaránt. Telt házas koncerteket adott a The Hammersmith Apollo és a Brixton Academy falain belül. 2008 májusában fellépett a világ legnagyobb zártkörű partiján a dublini Trinity College Trinity Ball elnevezésű rendezvényén. 2008. július 2-án Párizsban Duran Duran-nal lépett fel közösen meghívott közönség előtt. Az est során a Duran Duran dalait adták elő Ronson hangszerelésében, valamint a zenekar Red Carpet Massacre című új albumáról, illetve Ronson Version albumáról is kerültek fel dalok a dallistára. 2009 márciusáig Ronson az együttessel dolgozott a zenekar tizenharmadik stúdióalbumán. Az All You Need Is Now című album digitálisan 2010. december 21-én jelent meg az Apple Music-on, míg CD formátumban 2011 márciusában további dalokkal rajta. 2013 és 2014 között Ronson ismét visszatért a stúdióba a Duran Duran-nal, hogy elkészítsék a zenekar tizennegyedik nagylemezét.

### 2010–2012:Record Collection

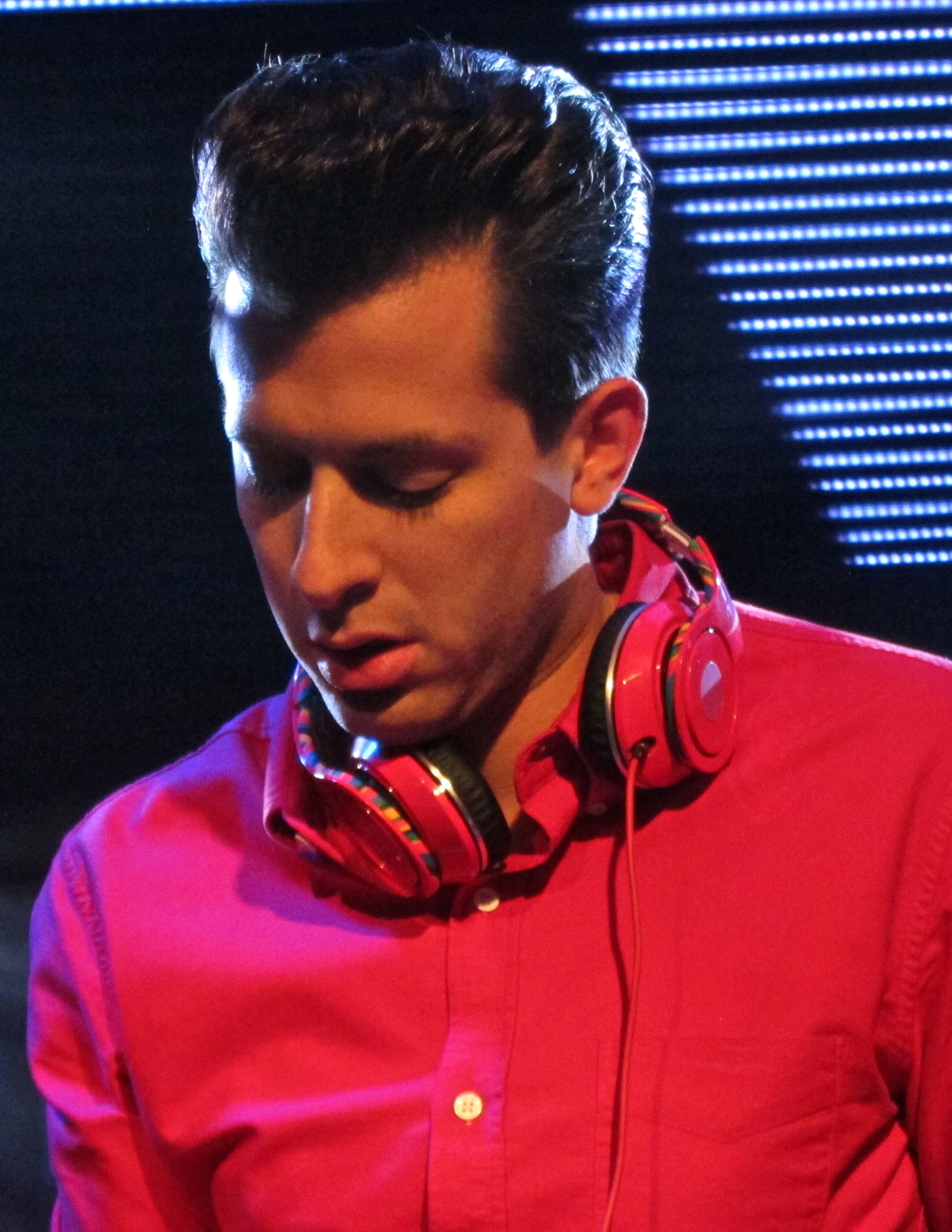
Ronson 2012-ben

2010 tavaszán Ronson megerősítette Record Collection című albumának címét, majd hozzátette, hogy reményei szerint a lemez 2010 szeptemberében a boltok polcaira kerülhet. Bejelentette továbbá új együttesét, a „The Business Intl.”-t. A Record Collection első kislemeze, a Bang Bang Bang (Q-Tip és MNDR közreműködésével) 2010. július 12-én jelent meg, mellyel a brit kislemezlista hatodik helyét szerezte meg, ezzel Ronson megszerezte karrierje negyedik Top 10-es dalát. A dal a tizennyolcadik helyig jutott az ír kislemezlistán. 2010. szeptember 19-én adták ki az album második kislemezét The Bike Song címmel, melyen olyan előadók működtek közre, mint Kyle Falconer és Spank Rock. A Record Collection 2010. szeptember 27-én jelent meg és ez Ronson első albuma, melyen ő maga is szerepel énekesként.
Habár Ronson egyszer sem találkozott Michael Jacksonnal, mégis felkérték, hogy készítse el a Lovely Way című dalt az énekes Michael című posztumusz albumára, de a dal végül mégsem került fel az albumra. 2011-ben elkészítette az Arthur, a legjobb parti című film filmzenéjét. Ronson egyike volt azon előadóknak, akik szerepeltek a Re: GENERATION Music Project című 2012-es dokumentumfilmben. A A La Modeliste című dalában közreműködtek Mos Def, Erykah Badu, Trombone Shorty, a The Dap-Kings tagjai és a Zigaboo Modeliste.

### 2013–2017:Uptown Special&Amy
2014. október 30-án Twitter-oldalán keresztül jelentette be új kislemezének érkezését, amely végül 2014. november 10-én jelent meg. Az Uptown Funk című dalban Bruno Mars tűnik fel énekesként. 2014. november 22-én Ronson és Mars a Saturday Night Live című amerikai varietéműsor zenei vendégei voltak, ahol előadták az Uptown Funk-ot, illetve a Feel Right (featuring Mystikal) című számot. Az Uptown Funk első helyezést ért el a brit és az amerikai kislemezlistákon egyaránt és hamar slágerré is vált mindkét országban. A dal világszerte bejutott a slágerlisták Top 10-es mezőnyébe; Kanadában tizenöt hetet töltött a Hot 100 csúcsán, az amerikai Billboard Hot 100-on tizennégy hetet töltött listavezető pozícióban, míg az Egyesült Királyságban hét hetet töltött az élen. 2015 februárjában Ronson elnyerte „az év brit kislemezének” járó Brit-díjat. 2016-ban a dalhoz készült videóklip a YouTube videómegosztó portálon átlépte a kétmilliárdos megtekintést.
2015-ben Ronson szerepelt az alkoholmérgezésben elhunyt régi barátja, Amy Winehouse életét bemutató Amy – Az Amy Winehouse-sztori című dokumentumfilmben. Ronson többek közt karrierjéről és az énekesnővel való kapcsolatáról mesél, valamint egy 2006-os felvétel is látható, amin Ronson és Winehouse a Back to Black című dalt veszik fel a stúdióban. Ronson az énekesnő temetésén készült felvételeken is látszik. 2015 októberében Ronson az Amy Winehouse Alapítvány egyik védnöke lett. 2016 januárjában Ronson két jelölést kapott a Brit Awards gálára „a legjobb brit férfi szólóelőadó”, illetve „az év brit producere” kategóriákban.
A 2016-os 58. Grammy-gálán Ronson két kategóriában győzedelmeskedett Uptown Funk című dalával; többek közt övé lett „az év felvételéért” járó Grammy-díj. 2015 és 2016 között Lady Gaga amerikai énekesnővel dolgozott együtt a Joanne című nagylemezen, amely 2016. október 21-én jelent meg világszerte. Az album a 2018 januárjában megtartott 60. Grammy-gálán esélyes volt a legjobb popalbum kategóriában, illetve a Million Reasons című kislemez (amelynek elkészítésében Ronson is részt vett) Gaga elnyerte A legjobb szóló popénekes teljesítményért járó Grammy-díjat. Ronson részt vett a Queens of the Stone Age együttes hetedik, Villains című stúdióalbumának produceri munkálataiban. Az album 2017. augusztus 25-én jelent meg világszerte.

### 2018–jelen: Silk City,ShallowésLate Night Feelings
2018-ban Ronson létrehozta saját lemezkiadó cégét Zelig Records név alatt a Columbia Records jogtulajdonában. Az első előadó, akit leszerződtetett King Princess volt. Producertársával, Diplóval közösen megalakította a Silk City nevű formációt. Első kislemezük, a Dua Lipa közreműködésével készült Electricity 2018. szeptember 6-án jelent meg. A dal első helyezett lett a Billboard Dance Club Songs listáján, valamint elnyerte A legjobb dance felvételnek járó Grammy-díjat a 61. Grammy-gálán.
2018 májusában stúdióba vonult az amerikai énekes-, és színésznővel, Miley Cyrusszal. Első együttműködésük gyümölcse a Nothing Breaks Like a Heart című dal volt, amely 2018 novemberében jelent meg. Ronson a Shallow című dal egyik társszerzője volt, amely a 2018-as Csillag születikhez készült. A dalon Lady Gagával, Andrew Wyatt-tel és Anthony Rossomandóval dolgozott együtt. A Shallow mind kereskedelmileg, mind kritikailag nagy sikert aratott és többek között Oscar-, és Golden Globe-díjat nyert A legjobb eredeti filmbetétdal kategóriában, illetve két Grammy-díjat, köztük A legjobb film- és más vizuális média számára írt dal kategóriában.
2019. április 12-én nyilvánosságra került, hogy Ronson június 26-án fogja megjelentetni ötödik stúdióalbumát Late Night Feelings címmel. A lemezen olyan vendégelőadók szerepelnek, mint Miley Cyrus, Angel Olsen, Lykke Li és  Camila Cabello. 2019. október 12-én a BBC Two csatorna a Mark Ronson: From the Heart című dokumentumfilmet sugározta, melyet Carl Hindmarch rendezett.

## Magánélete
Ronson Londonban, Los Angelesben és New Yorkban él, e három város között ingázik leginkább. Gyermekkora óta a Chelsea FC angol labdarúgóklub, valamint a New York Knicks kosárlabdacsapat nagy szurkolója.
2009-ben a GQ magazin Ronsont a legdivatosabb brit férfinak választotta. 2015-ben a magazin „Az 50 legjobban öltöző brit férfi” listáján is megemlítette. 2011-ben Joe Simpson brit művész egy portrét készített Ronsonról, melyet az Egyesült Királyság számos pontján kiállítottak, köztük például a londoni Royal Albert Hallban is.
2002-ben kezdett randevúzni Quincy Jones lányával, a színész-énekesnő Rashida Jones-szal. 2003 márciusában a pár eljegyezte egymást, azonban körülbelül egy évre rá kapcsolatuk véget ért. 2011. szeptember 3-án Dél-Franciaország Aix-en-Provence városában összeházasodott a francia színész és énekesnővel, Joséphine de La Baume-mal, aki korábban feltűnt a The Bike Song videóklipjében. Joséphine 2017-ben beadta a válókeresetet és 2018 októberében hivatalosan is elváltak.

## Diszkográfia

### Előadóként
- Here Comes the Fuzz (2003)
- Version (2007)
- Record Collection (2010)
- Uptown Special (2015)
- Late Night Feelings (2019)

### Producerként

#### Albumok
| - 1998: Flip Squad Allstars – The Flip Squad Allstar DJs - 1999: The High & Mighty – Home Field Advantage (programming) - 2001: Nikka Costa – Everybody Got Their Something - 2002: Jimmy Fallon – The Bathroom Wall (basszus, háttérének, billentyűzet, keverés) - 2002: Sean Paul – Dutty Rock - 2002: Saigon – The Best of Saigon a.k.a. The Yardfather Volume 1 - 2003: Mark Ronson – Here Comes the Fuzz - 2003: Macy Gray – The Trouble with Being Myself (programming) - 2004: Consequence – Take 'Em to the Cleaners - 2005: Ol' Dirty Bastard – Osirus - 2005: Terry Sullivan – TheErthMoovsAroundTheSun (gitár) - 2005: Teriyaki Boyz – Beef or Chicken - 2006: Lily Allen – Alright, Still - 2006: Rhymefest – Blue Collar - 2006: Christina Aguilera – Back to Basics - 2006: Amy Winehouse – Back to Black - 2006: Robbie Williams – Rudebox - 2006: Ghostface Killah – More Fish - 2007: Wale – 100 Miles & Running - 2007: Mark Ronson – Version - 2008: Rhymefest – Man in the Mirror - 2008: Adele – 19 - 2008: Estelle – Shine - 2008: Wale – The Mixtape About Nothing - 2008: Solange Knowles – Sol-Angel and the Hadley St. Dreams - 2008: Nas – Untitled - 2008: Q-Tip – The Renaissance - 2008: Kaiser Chiefs – Off with Their Heads - 2009: Foreigner - Can`t Slow Down (album) - 2009: Wale & 9th Wonder – Back to the Feature | - 2009: Richard Swift – The Atlantic Ocean - 2009: Wale – Attention Deficit - 2009: Daniel Merriweather – Love & War - 2009: The Rumble Strips – Welcome to the Walk Alone - 2009: ODB – A Son Unique - 2010: The Like – Release Me - 2010: Mark Ronson & The Business Intl. – Record Collection - 2011: Duran Duran – All You Need Is Now - 2011: Mark Ronson & The Business Intl. – Record Collection 2012 - 2011: Black Lips – Arabia Mountain - 2012: Lil Wayne – I Am Not a Human Being II - 2012: Rufus Wainwright – Out of the Game - 2012: Bruno Mars – Unorthodox Jukebox - 2013: Paul McCartney – New - 2015: Mark Ronson – Uptown Special - 2015: Action Bronson – Mr. Wonderful - 2015: Duran Duran – Paper Gods - 2015: Adele – 25 (bónuszdalok) - 2016: Lady Gaga - Joanne - 2017: Queens of the Stone Age – Villains - 2017: Dua Lipa – Dua Lipa - 2018: Lily Allen – No Shame - 2018: Father John Misty – God's Favorite Customer - 2018: Various artists – Crazy Rich Asians - 2018: MC Paul Barman – (((echo chamber))) - 2018: Lady Gaga & Bradley Cooper – A Star Is Born - 2019: Vampire Weekend – Father of the Bride - 2019: Miley Cyrus – She Is Coming - 2019: Mark Ronson – Late Night Feelings |

#### Kislemezek
| - 1997: Posse-O: It's Up to You... - 1998: Powerule: Heatin' Up - 1998: Powerule: Rhymes to Bust / It's Your Right - 2001: Nikka Costa: Everybody Got Their Something - 2001: Nikka Costa: Like a Feather - 2002: J-Live: School's In - 2003: Ooh Wee - 2004: Daniel Merriweather: City Rules - 2004: Daniel Merriweather: She's Got Me - 2005: Ol' Dirty Bastard: Dirty Dirty - 2005: Rhymefest: These Days - 2005: Rhymefest: Brand New - 2006: Amy Winehouse: Rehab - 2006: Christina Aguilera: Hurt - 2006: Robbie Williams: Lovelight - 2006: Lily Allen: Littlest Things - 2007: Amy Winehouse: You Know I’m No Good - 2007: Robbie Williams: Bongo Bong and Je Ne T'Aime Plus - 2007: Amy Winehouse: Back to Black - 2007: Christina Aguilera: Slow Down Baby - 2007: Candie Payne: One More Chance - 2007: Amy Winehouse: Love Is a Losing Game - 2008: Adele: Cold Shoulder | - 2008: Leon Jean-Marie: Bed of Nails - 2008: Kaiser Chiefs: Never Miss a Beat - 2008: Wiley: Cash in My Pocket - 2008: Kaiser Chiefs: Good Days Bad Days - 2009: Daniel Merriweather: Change - 2009: Daniel Merriweather: Red - 2009: Daniel Merriweather: Impossible - 2012: Bruno Mars: Locked Out of Heaven - 2013: Giggs : (Is It Gangsta?) Yes Yes Yes - 2013: Bruno Mars: Gorilla - 2013: Paul McCartney: New - 2014: Mark Ronson featuring Bruno Mars: Uptown Funk - 2015: Action Bronson featuring Chance the Rapper: Baby Blue - 2015: ASAP Rocky ft. Rod Stewart és Miguel: Everyday - 2015: Duran Duran ft. Janelle Monáe és Nile Rodgers: Pressure Off - 2016: Various Artists: Hands - 2016: Lady Gaga: Perfect Illusion - 2016: Lady Gaga: Million Reasons - 2017: Lady Gaga: Joanne - 2018: Michael Jackson - Diamonds Are Invincible (Mash-Up) - 2018: Silk City - Electricity featuring Dua Lipa, Diplo and Mark Ronson - 2018: Miley Cyrus: Nothing Breaks Like a Heart |

## Filmográfia
- Zoolander, a trendkívüli (2001)
- Amy – Az Amy Winehouse-sztori (2015)
- Gaga: Five Foot Two (2017)

## Fordítás
- Ez a szócikk részben vagy egészben  a   Mark Ronson című angol Wikipédia-szócikk fordításán alapul.  Az eredeti cikk szerkesztőit annak laptörténete sorolja fel. Ez a jelzés csupán a megfogalmazás eredetét és a szerzői jogokat jelzi, nem szolgál a cikkben szereplő információk forrásmegjelöléseként.